# Taff y Bryn
Der Taff y Bryn (walisisch für Hügel des Taff) ist ein 1600 m hoher, gebirgskammähnlicher Berg im ostantarktischen Viktorialand, dessen Gipfelkrone aus Dolerit besteht. In der Convoy Range ragt er 1,5 km westlich des Flagship Mountain auf, von dem er durch einen verschneiten Bergsattel getrennt ist.
Teilnehmer einer von 1976 bis 1977 durchgeführten Kampagne im Rahmen der neuseeländischen Victoria University’s Antarctic Expeditions nahmen die Benennung vor.